# Indotyphlus maharashtraensis
Indotyphlus maharashtraensis är en groddjursart som beskrevs av Giri, Wilkinson och Gower 2003. Indotyphlus maharashtraensis ingår i släktet Indotyphlus och familjen Caeciliidae. IUCN kategoriserar arten globalt som otillräckligt studerad. Inga underarter finns listade i Catalogue of Life.